# Maestro di San Martino alla Palma
Maestro di San Martino alla Palma (fl. XIV secolo) è stato un pittore italiano della scuola giottesca, attivo nei primi anni del Trecento.

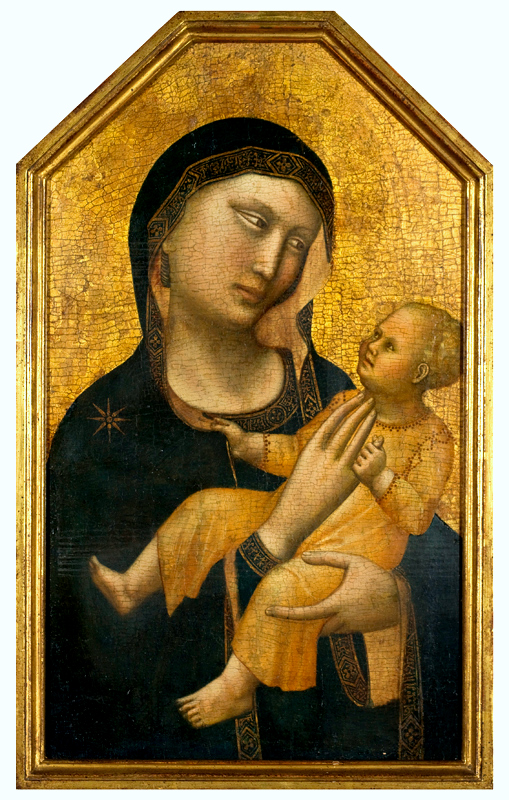
Maestro di San Martino alla Palma, Vergine e il Bambino, 1310-1320 circa, tempera su pannello, Museo d'arte di San Paolo, San Paolo, Brasile

Il nome del pittore, che risulta anonimo, gli è stato assegnato a partire dalla famosa tavola della Madonna col Bambino in trono fra angeli, esposta sull'altare di sinistra della chiesa di San Martino alla Palma, nel comune di Scandicci.
È un pittore colorito e popolareggiante, tale da amare i colori vivi e gli sfondi luminosi in oro operato. Tra le altre sue opere si ricordano il Compianto sul Cristo morto, il Giudizio Universale e Madonna in trono col Bambino e due angeli, conservata nella chiesa di Santa Brigida.

## Storia
La tavola della Vergine della chiesa di San Martino alla Palma, risalente all'inizio del XIV secolo, col Bambino che tiene un cardellino sulla mano sinistra, è di notevole dimensione, m. 1,90 di altezza e m. 1,18 di larghezza (Carlo Celso Calzolai, 1968). «Fu variamente attribuita; si riferì alla maniera del Daddi. Finalmente Ugo Procacci riconobbe nell'opera una notevole personalità, la dichiarò di un anonimo da lui definito "Maestro di S.Martino alla Palma" e l'accostò alla tavola della Vergine esistente nella chiesa di S.Brigida all'Opaco». Tale tavola,  la Madonna col Bambino in trono ed Angioli è parimenti catalogata dalla Fondazione Federico Zeri.